# Berà (comte)
 (août 2009).
Si vous disposez d'ouvrages ou d'articles de référence ou si vous connaissez des sites web de qualité traitant du thème abordé ici, merci de compléter l'article en donnant les références utiles à sa vérifiabilité et en les liant à la section « Notes et références ».
Pour les articles homonymes, voir Berà.
Berà, d'origine gothique, est comte du Razès et du Conflent (790-820). Après le siège de Barcelone en 800, il est investi premier comte de Barcelone en 801. Il gouverne ce comté de 801 jusqu'en 820. Il est également comte de Gérone et de Besalú (812-817-820).

## Origines
Des généalogies tardives le donnent pour fils de Guillaume de Gellone, comte de Toulouse (un cousin de Charlemagne) et de la dame gothe Cunégonde, sa première épouse. Cette supposition repose sur une fausse charte de l'abbaye d'Alet où il est fait mention de son défunt père, prénommé Guillaume, et supposément datée aux environs de l'année 813. Dom Vaissette, auteur de l’Histoire générale du Languedoc, a cherché à préciser l'origine de ce Guillaume et l'a identifié à Guillaume de Gellone, mort en 814. Il semble avoir également confondu deux Berà, l'un comte du Razès et fils de Guillaume, et l'autre comte de Barcelone et d'origine gothique. En outre, la liste des enfants de Guillaume de Gellone est bien connue par les actes de fondation de l'abbaye de Saint-Guilhem-le-Désert et par le Manuel de Dhuoda et aucun Berà n'y figure. En fait l'onomastique ne permet pas de faire de liens entre les familles des deux Béra et les Guilhelmides. D'autres auteurs affirment que sa femme, prénommée Romelle, serait la fille de Guillaume, ce qui ferait de Berà son beau-fils.

## La conquête de Barcelone

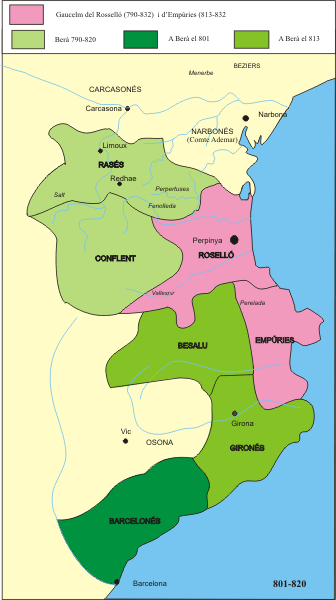
Domaines de Bera et de Gaucelme du Roussillon

Depuis 796, Barcelone est gouvernée par Sa'dun al-Ruayni, opposé à l'émir de Cordoue. En avril 797, il se présente à Aix-la-Chapelle et offre à Charlemagne de lui soumettre la cité en échange de son maintien au pouvoir et d'une aide dans sa lutte contre Cordoue. Charlemagne convoque une assemblée à Toulouse au printemps 800; il y décide l'envoi vers Barcelone de son fils Louis le Pieux ; une armée sous le commandement de plusieurs nobles, dont le comte Rostan de Gérone, Ademar de Narbonne, Leibulf de Provence et Guillaume de Toulouse, part dans la région en espérant la soumission de la cité et sa prise de contrôle, mais Sa'dun trahit sa promesse, se refusant à remettre la cité; les Francs sont contraints d'assiéger la ville. Il y a un long siège, probablement commencé pendant l'automne 800. Sa'dun tente de s'échapper vers Cordoue pour demander de l'aide mais est capturé. Harun prend sa place. La population est affectée par la faim et les souffrances du siège et les goths chrétiens, finalement, décident de livrer Harun et de remettre la cité, probablement le samedi 3 avril 801; Louis le Pieux entre le jour suivant dans Barcelone. Peu de temps après, Berà, qui a participé à la conquête avec son père, est investi comte de Barcelone, avec également le titre de marquis pour pouvoir gouverner ce pays frontalier.

## Les expéditions vers Tortosa
On pense que Berà a pris la tête de la tendance partisane d'une paix avec les musulmans, tendance qui devait être majoritaire parmi les goths influents de Barcelone. Sans doute a-t-il été obligé de participer aux expéditions que les Francs entreprirent vers le sud afin d'établir les limites du comté sur l'Èbre qui aurait ainsi constitué une défense naturelle. Ces expéditions, dont la chronologie est douteuse, ont pu avoir lieu en 804, 808 et 809.

### Première expédition
La première expédition est dirigée par Louis le Pieux (qui alors gouverne l'Aquitaine); elle arrive à Tarragone où, à Santa Coloma l'armée se divise en deux troupes. Une, commandée par Louis le Pieux, se dirige vers Tortosa. L'autre, sous la direction de Berà, comte de Barcelone, Borrell, comte d'Osona, et Adhemar de Narbonne, couvre le flanc occidental et devait attaquer Tortosa depuis le sud. La troupe de Berà traverse l'Èbre, près de la confluence avec le Cinca, mais arrivant jusqu'à Vila Rubea, les attaques des musulmans les obligent à se retirer jusqu'à Vallis Ibana (peut-être Vallibona), près de Morella. Là, il retrouve Louis et, durant huit jours, ils assaillent Tortosa sans obtenir de résultat, et tous les deux s'en retournent vers le nord.

### Seconde expédition
La seconde expédition à laquelle participe Berà se produit en 808. Charlemagne envoie son légat Ingobert à Toulouse afin que son fils Louis le Pieux, qui réside en Aquitaine, le mette à la tête d'une expédition au sud de Barcelone. Ingobert emploie la même tactique qu'en 804; il divise l'armée; le corps qu'il dirige, marche contre Tortosa, et l'autre, commandé par Berà devait la contourner et attaquer par le sud. Selon L'Astronome (un auteur français anonyme du IXe siècle et chroniqueur officiel du royaume des francs) dans sa Vita Hludowici imperatoris, les forces de Berà et Adhemar de Narbonne traversent le fleuve avec les barques qu'ils ont préparées; les chevaux le traversent à la nage; leurs défécations sont entrainées par le courant et détectées par les habitants de Tortosa. Le wali de cette cité, attaque Berà et Adhemar qui réussissent à s'échapper avec peu de pertes dans leur armée. Les deux rejoignent Ingobert et se retirent de la zone.

### Troisième expédition
La troisième expédition a lieu l'année suivante 809. Louis le Pieux reprend le commandement de la même armée, accompagné par divers propriétaires terriens francs (Isembard, Heribert, Luitard…) et des forces locales. Les machines de siège sont transportées jusqu'à Tortosa et, durant 40 jours, on assiége la cité, siège qu'il doit lever à l'arrivée d'une armée cordouane commandée par Abd al-Rahman II, fils de l'émir Al-Hakam Ier, qui peut-être (selon l'historien Al Maqqari) peut mettre en déroute les Francs. L'Astronome évite le mot déroute en expliquant que les musulmans de Tortosa, désespérés par le siège, offrent les clés de la cité à Louis le Pieux, qui se déclare satisfait et lève le siège, chose qui paraît réellement invraisemblable.

## La première trêve
Après cet échec qui confirme les deux précédents, les propositions pacifistes de Berà ont un écho à la cour. Finalement, Charlemagne les accepte en 812, pour une durée de trois ans. 
À la mort de son père, en 812, les comtés de Razès et de Conflent, qu'il gouverne déjà par délégation paternelle, reviennent à Berà. Cette même année, Berà se rend à la cour d'Aix-la-Chapelle avec les comtes Gaucelme du Roussillon, Odilón de Gérone et de Besalú, Gisclafred de Carcassonne, Ermenguer d'Ampurias, Adhémar de Narbonne, Leibulf de Provence et Erlín de Béziers. Ils devaient rendre compte à l'empereur parce qu'un groupe de propriétaires terriens hispaniques (c’est-à-dire, des nobles locaux de l'ancienne province de Septimanie et de Gothie ou de la Marche Hispanique) avaient porté plainte contre eux. Ces propriétaires se plaignaient de ce qu'on leur imposait sur leurs terres des tributs et des charges injustes. Charlemagne donna raison aux plaignants.
Une fausse charte de 813 prétend que Berà fonde cette année-là l'abbaye d'Alet-les-Bains.

## La seconde trêve
En 815, la trêve terminée, la guerre contre les musulmans reprend. Sous les ordres de Ubayd Allah, oncle de l'émir Al-Hakam Ier, les musulmans attaquent Barcelone, mais au moment où ils vont donner l'assaut, une armée, probablement recrutée parmi les Goths du pays, se présente devant la cité et oblige les assaillants à se retirer. Cette victoire accroit le prestige de Berà, dont les relations avec la noblesse goth locale devaient être très bonnes. En novembre 816, le wali de Saragosse alla à Aix-la-Chapelle et négocie une nouvelle trêve qui, finalement, est en février 817, pour trois ans de plus. Durant cette trêve, la politique des Francs connait de graves échecs à Pampelune. Cette ville est dominée jusqu'en 817 par le parti basque nationaliste allié aux musulmans Banu Qasi de la vallée de l'Èbre et de l'Aragon où García Galíndez, dit le Mauvais, jusque vers 820, contraint à la fuite le comte Aznar Ier Galíndez, vassal des Francs, et s'allie avec Pampelune). Ces échecs sont mis à profit par les ennemis politiques et personnels de Berà (sûrement défenseur de la trêve), pour l'accuser d'en être responsable, qualifiant la trêve de contraire aux intérêts nationaux. Le parti belliciste est emmené par les deux frères, le comte Gaucelme du Roussillon et le comte Bernard de Septimanie, tous deux fils de Guillaume de Gellone.
Vers 817 (ou 812 ?), meurt le comte Odilón de Gérone et Besalú et ces comtés passèrent aux mains de Berà.

## Renversement de Berà
En février 820, une assemblée générale est convoquée à Aix-la-Chapelle, à laquelle se rend le comte Berà. Gaucelme du Roussillon y envoie son lieutenant Sanila, qui formule contre le comte de Barcelone une accusation d'infidélité et de trahison. Le litige, comme il était habituel à l'époque, se règle par un duel judiciaire dans le palais lui-même. Berà est battu par Sanila. Le système de lutte employé (à l'origine des futurs tournois médiévaux) se faisait à cheval, avec des javelots et des armes légères. Ce système utilisé par les Goths, était totalement inconnu des Francs. Bien que Berà eusse accepté le défi (s'il voulait être considéré comme le leader du parti goth, il n'avait pas d'autre option), il n'est pas aussi habile que son rival. Sa défaite entraîne la reconnaissance des charges dont il est accusé et, par conséquent, la peine de mort. L'empereur Louis le Pieux, qui ne considère pas le comte comme un traitre, commue la peine de mort et l'envoyant en exil à Rouen. Berà réside dans cette ville jusqu'à sa mort vers 844.
Ses domaines sont divisés : Barcelone, Gérone, Ausone et Besalú, sont confiés au franc Rampon, qui n'est lié à aucun des deux partis qui venaient de s'affronter, mais sous l'autorité du marquis Bernard de Septimanie. Le Razès et le Conflent restent aux mains de son fils Argila.